# Lockheed A-12 Oxcart
Lockheed A-12 Oxcart a fost un avion de recunoaștere construit de Lockheed Skunk Works pentru Central Intelligence Agency, bazat pe proiectele lui Clarence "Kelly" Johnson. A-12 a fost produs din 1962 până în 1964, și a fost folosit din 1963 până în 1968. Designul monoloc, care a zburat pentru prima dată în aprilie 1962, a fost precursorul interceptorului YF-12 și a faimosului SR-71 Blackbird. Misiunea finală a lui A-12 a fost efectuată în mai 1968, și avionul a fost scos din serviciu în iunie a aceluiași an.

## Caracteristici A-12
Manual de utilizare în zbor a A-12 (pași)
echipaj=1 (2 pentru variantele de antrenament)

lungime=30.97 m

anvergură=16.95 m

înălțime=5.62 m 

suprafață=170 m²

masa netă(gol)= 24800 kg

masa brută(încărcat)= 56500 kg

încărcătură utilă=1,100 kg de sensori de recunoaștere 

motor (jet)=Pratt & Whitney J58-1

numărul de jeturi=2

tipul de jet=turbojet postcombustie

forța de tracțiune=144 kN

viteza maximă=3.35Mach 

viteza maximă alternativ= 3560 km/h (2210 mile/h)
- notă: valoarea pentru viteza maximă la înălțimea de 23000 m

vizibilitate(?) range= 4000 km

plafon altitudine maximă=29000 m

viteza de ”urcare”/decolare(?)climb=60 m/s

încărcare=320 kg/m²

forța de tracțiune/masa=0.56